# Joaquim Carvalho
Joaquim da Silva Carvalho (født 18. april 1937 i Barreiro, Portugal, død 5. april 2022) var en portugisisk fodboldspiller (målmand).
Størstedelen af Carvalhos karriere blev tilbragt hos hovedstadsklubben Sporting Lissabon. Her var han med til at vinde tre portugisiske mesterskaber og én pokaltitel. Han var også en del af klubbens triumf i Pokalvindernes Europa Cup i 1964. Her spillede han begge finalekampene mod ungarske MTK Budapest.
Carvalho spillede, i årene 1965 og 1966, seks kampe for Portugals landshold. Han var en del af det portugisiske hold, der vandt bronze ved VM i 1966 i England. Han spillede dog kun holdets første kamp i turneringen, en gruppekamp mod Ungarn.

## Titler
Primeira Liga
- 1962, 1966 og 1970 med Sporting Lissabon

Taça de Portugal
- 1963 med Sporting Lissabon

Pokalvindernes Europa Cup
- 1964 med Sporting Lissabon